# Apomecyna alboannulata
Apomecyna alboannulata är en skalbaggsart som beskrevs av Stefan von Breuning 1938. Apomecyna alboannulata ingår i släktet Apomecyna och familjen långhorningar.
Artens utbredningsområde är Sierra Leone. Inga underarter finns listade i Catalogue of Life.